# Code goed openbaar bestuur
De Code goed openbaar bestuur werd in 2009 ontwikkeld door het Nederlands Ministerie van Binnenlandse Zaken en Koninkrijksrelaties en geeft richtlijnen voor besturen van alle organisaties in het hart van de overheid: Rijk, provincies, gemeenten, waterschappen en politie. Hiermee maken deze organisaties duidelijk dat ze op basis van dezelfde beginselen van goed bestuur willen handelen en optreden. Dankzij de code kan het gedachtegoed van goed bestuur door de verschillende overheidsorganisaties worden herkend, erkend en toegepast. De code is een initiatief van toenmalig minister Guusje ter Horst.
De code bevat de volgende zeven beginselen:
Openheid en integriteit
Het bestuur is open en integer en maakt duidelijk wat het daaronder verstaat. Het bestuur geeft in zijn gedrag het goede voorbeeld, zowel binnen de organisatie als daarbuiten.
Participatie
Het bestuur weet wat er leeft in de maatschappij en laat zien wat het daarmee doet.
Behoorlijke contacten met burgers
Het bestuur zorgt ervoor dat hijzelf en de organisatie zich behoorlijk gedragen in contacten met burgers.
Doelgerichtheid en doelmatigheid
Het bestuur maakt de doelen van de organisatie bekend en neemt de beslissingen en maatregelen die nodig zijn om de gestelde doelen te behalen.
Legitimiteit
Het bestuur neemt de beslissingen en maatregelen die het mag nemen en die in overeenstemming zijn met geldende wet- en regelgeving. De beslissingen zijn te rechtvaardigen.
Lerend en zelfreinigend vermogen
Het bestuur verbetert zijn prestaties en die van de organisatie, en richt de organisatie hier op in.
Verantwoording
Het bestuur is bereid zich regelmatig en ruimhartig jegens de omgeving te verantwoorden.
De waarden in de code zijn een vertaalslag van bestaande wet- en regelgeving en andere maatstaven, zoals de algemene beginselen van behoorlijk bestuur. Zoals het Handvest verantwoordelijk burgerschap een beroep doet op de burger, doet deze code een moreel beroep op de overheid om zich goed te gedragen.
Na instemming van het kabinet is in juni 2009 de code aan de betreffende instanties rondgestuurd. Voor de culturele sector waren er eerder 21 richtlijnen opgesteld in de Governance Code Cultuur en in 2003 is de code-Tabaksblat voor beursgenoteerde bedrijven ontwikkeld met daarin opgenomen de beginselen van deugdelijk ondernemingsbestuur en 'best practice'-bepalingen. Genoemde gedragscodes worden regelmatig geactualiseerd.